# Tsovinar (divinità)
Tsovinar o Nar (in armeno Ծովինար, "Nar del mare") era la divinità armena dell'acqua, del mare e della pioggia.
Tsovinar era una creatura di fuoco, che scatenava tempeste con la sua furia. Nelle credenze popolari armene e nelle fiabe, una personificazione femminile di uno spirito fragoroso, glitter o fulmini, le cui conversazioni sono simili ai miti degli eroi del tuono. Tsovinar è una creatura infuocata e infuriata che gioca tra le nuvole durante un temporale e manda grandine torrenziali o pioggia di frutta alle persone. Durante la siccità, i passi umani, accompagnati da canti rituali, mandarono a Tsovinar i desideri di piovere sui campi.
Fu la madre di Sanasar e Baghdasar, i gemelli eroi delle nuvole. Essa appare nel famoso poema epico "Sasna Tsrer" appare anche nel Mare di Khanum, con i nomi del Mare. Tzovinar fu perseguitato, vittima di bullismo, esposti a vari pericoli.